# Mickys Weihnachtserzählung
Mickys Weihnachtserzählung (Mickey's Christmas Carol) ist ein 25-minütiger Kurzfilm der Walt Disney Pictures aus dem Jahr 1983, der die bekannte Erzählung Eine Weihnachtsgeschichte von Charles Dickens zur Vorlage hat. Die „Besetzung“ des Films wurde aus Disney-Figuren zusammengestellt.
Der Film wurde erstmals am 20. Oktober 1983 im Vereinigten Königreich aufgeführt und erst am 16. Dezember 1983 in den Vereinigten Staaten veröffentlicht. Der Kurzfilm war der erste Micky-Maus-Film nach 30 Jahren. Er erhielt eine Oscar-Nominierung als Best Animated Short. Dies war der letzte Film, in dem Clarence Nash den Donald Duck und der erste, in dem Wayne Allwine Micky Maus sprach.

## Handlung
Ebenezer Scrooge (Dagobert Duck, prädestiniert für die „Rolle“, da er im Original Scrooge McDuck heißt) ist ein alter, selbstsüchtiger Geizkragen. Er schickt beispielsweise zwei Spendensammler (gekleidet wie Sherlock Holmes und Dr. Watson) wieder hinaus mit der Begründung, dass nach einer Spende die Armen ja nicht mehr arm und die beiden Herren damit ohne Arbeit seien. Selbst als sein Neffe Fred (Donald Duck) ihn bittet, ihn an Weihnachten zu besuchen, lehnt er ab und bezeichnet Weihnachten wiederholt als „Humbug!“ (in der deutschen Fassung als „Unsinn!“). Eines Nachts erscheint ihm sein alter Partner Marley (Goofy) und führt ihm das Schicksal vor Augen, das er als Geist erlitten hat und das Scrooge noch erleiden werde: Ketten mit Geldkassetten und Sparschweinen, die er für alle Ewigkeit tragen muss. Marley kündigt ihm auch drei Geister an, die in der Nacht noch erscheinen würden.
Der Geist der vergangenen Weihnacht (Jiminy Cricket, die Grille aus Pinocchio) führt Scrooge zu einem vergangenen Weihnachtsfest zurück. So sieht Scrooge auch seine alte Liebe Isabel (Daisy Duck) wieder, die er später verstoßen hat, weil sie ihm Geld schuldete. Scrooge erträgt diese schreckliche Erinnerung nicht mehr und will nach Hause. Der erste Geist schärft ihm ein, dass er sich diese Erinnerung selbst geschaffen habe und verschwindet, der zweite erscheint.
Der Geist der gegenwärtigen Weihnacht (Willie, der Riese aus Micky und die Bohnenstange) zeigt ihm die gegenwärtige Weihnacht, so sieht Scrooge die Familie seines Angestellten Bob Cratchit (Micky Maus und Minnie Maus mit Kindern) und bemerkt, dass die Cratchits in Armut leben müssen, weil Scrooge nur ein kümmerliches Gehalt zahlt, dabei aber frohen Herzens sind und sich liebevoll um ihren kranken Jüngsten, Tim kümmern. Der Geist deutet an, dass Timmy nicht mehr lange leben wird, wenn sich an der Not der Familie nichts ändert.
Der Geist der künftigen Weihnacht (Kater Karlo) zeigt ihm, wie Cratchit und seine Familie in der Zukunft das Grab von Timmy beweinen, während bei Scrooges Beerdigung kein einziger Trauergast kommt. Der Geist wirft Scrooge lachend in sein eigenes, leeres Grab, aus dem Flammen lodern, dieser schwört, sich zu ändern und will ein besserer Mensch werden.
Als er am Weihnachtsmorgen aufwacht, stürmt Scrooge, teils noch im Nachthemd, nach draußen und beglückwünscht alle, die er gestern noch hartherzig behandelt hat, so schenkt er den Spendensammlern ganze Geldsäcke und nimmt Fred's Einladung zum Essen doch an. Anschließend besucht er Cratchit, dem er eine Gehaltserhöhung verspricht, ihn zu seinem Partner ernennt und seinen Kindern Spielzeug schenkt.

## Synchronisation
Die erste deutsche Synchronfassung entstand bei der Berliner Synchron. Die zweite deutsche Synchronfassung entstand bei der FFS FIlm- und Fernsehsynchron GmbH, München-Berlin.
| Rolle                                                 | Originalsprecher | Deutsche Fassung (1983) | Deutsche Fassung (1999) |
| ----------------------------------------------------- | ---------------- | ----------------------- | ----------------------- |
| Ebenezer Scrooge (Dagobert Duck)                      | Alan Young       | Friedrich G. Beckhaus   | Joscha Fischer-Antze    |
| Bob Cratchit (Micky Maus)                             | Wayne Allwine    | Michael Nowka           | Mario von Jascheroff    |
| Fred Honeywell (Donald Duck)                          | Clarence Nash    | Clarence Nash           | Peter Krause            |
| Jacob Marley (Goofy)                                  | Hal Smith        | Jürgen Kluckert         | Walter Alich            |
| Geist der vergangenen Weihnacht (Jiminy Cricket)      | Eddie Carroll    | Stefan Behrens          | Klaus Jepsen            |
| Geist der gegenwärtigen Weihnacht (Willie, der Riese) | Will Ryan        | Karl Schulz             | Raimund Krone           |
| Geist der zukünftigen Weihnacht (Kater Karlo)         | Will Ryan        | Heinz-Theo Branding     | Wolfgang Kühne          |
| Isabelle (Daisy Duck)                                 | Patricia Paris   | Eva-Maria Werth         | Sabine Arnhold          |

## Sonstiges
Die Eröffnungsszene des Films ist angelehnt an ein Gemälde von Carl Barks von 1974 mit dem Titel The Season To Be Jolly, in dem Dagobert Duck mit einem Sack voller Geld die Straße hinuntergeht.
Es gibt zwei deutsche Synchronfassungen des Films. Die ältere, in der Clarence Nash auch die deutsche Stimme von Donald Duck sprach, erschien auf dem Video Die schönsten Weihnachts-Geschichten von Walt Disney und ist ebenfalls auf Disney+ zu hören. Die neuere erschien auf den DVDs Walt Disney Kostbarkeiten – Micky Maus im Glanz der Farbe 2 und Mickys großes Weihnachtsfest – Eingeschneit im Haus der Maus.